# Протасова, Венера Юсуповна
Венера Юсуповна Протасова (род. 24 января 1986, Душанбе, Таджикская ССР) — российская оперная певица (сопрано), исполнительница ролей в классических операх. Солистка Татарского академического государственного театра оперы и балета им. Мусы Джалиля. Лауреат XXV международного конкурса вокалистов им. М. И. Глинки. Заслуженный артист Республики Татарстан.

## Биография
Венера Протасова родилась в Душанбе, СССР. В 2008 году поступила в Казанскую государственную консерваторию им. Н. Г. Жиганова в класс Людмилы Церковниковой. Принята в труппу Татарского академического государственного театра оперы и балета им. М.Джалиля в сентябре 2013 г. Закончила ассистентуру под руководством Альбины Шагимуратовой. С труппой театра гастролировала в странах Европы. Исполнила роль Лючии в опере «Лючия ди Ламмермур» в постановках театров Италии и Румынии. В 2016 г участвовала в оперной академии Риккардо Мути, исполнив в концертном исполнении партию Виолетты из оперы «Травиата» Дж. Верди. В 2019 году в г. Токио исполнила в концертном исполнении партию Джильды в опере «Риголетто», дирижёр Риккардо Мути.

## Награды и премии
- Лауреат XI Открытого республиканского конкурса вокалистов им. Салиха Сайдашева в Казани (2012, третья премия).
- I Международный конкурс вокалистов «Сандугач-Соловей» в Казани (2014, Гранпри).
- Лауреат XXV Международный конкурса вокалистов им. М. И. Глинки (2014, третья премия).
- Лауреат I премии II Байкальского международного конкурса вокалистов (май 2015).
- Заслуженный артист Республики Татарстан (31.01.2020).

## Репертуар
- Лючия («Лючия ди Ламмермур»)
- Джильда («Риголетто»),
- Виолетта («Травиата»),
- Маша, Прилепа («Пиковая дама» П.Чайковского),
- Джанетта («Любовный напиток»),
- Микаэла, Фраскита («Кармен»),
- Бадрижихан («Любовь поэта»).
- Марфа (Царская невеста)
- Лейла (Искатели жемчуга)